# Leucophenga goodi
Leucophenga goodi är en tvåvingeart som beskrevs av Kahl 1917. Leucophenga goodi ingår i släktet Leucophenga och familjen daggflugor. Inga underarter finns listade i Catalogue of Life.